# Nguyễn Phúc Tần
Nguyễn Phúc Tần (chữ Hán: 阮福瀕, 18 tháng 7 năm 1620 - 30 tháng 4 năm 1687), hay Nguyễn Thái Tông, tước hiệu Dũng Quận công (勇郡公), và được người trong lãnh thổ gọi là chúa Hiền (主賢), là vị chúa Nguyễn thứ tư của chính quyền Đàng Trong trong lịch sử Việt Nam. Ông ở ngôi từ năm 1648 đến năm 1687, tổng cộng được 40 năm.

## Thân thế
Nguyễn Phúc Tần sinh ngày 18 tháng 7 năm 1620, là con trai thứ hai của Nguyễn Phúc Lan và Đoàn Quý phi (người huyện Duy Xuyên, tỉnh Quảng Nam).
Lúc đầu, Nguyễn Phúc Tần được phong làm Thái phó Dũng Lễ hầu, ông được đánh giá là một võ tướng có tài.

## Tướng chống Trịnh
Tháng 6 năm 1643, theo đề nghị của Chúa Trịnh, ba tàu chiến của Công ty Đông Ấn Hà Lan là Wojdenes (De Wijdeness), Waterhond và Vos tiến vào cửa Thuận An đánh Chúa Nguyễn.
Ngày 7 tháng 7 năm 1643, Thế tử Nguyễn Phúc Tần đốc suất 50 chiến thuyền đột kích bất ngờ vào đội thuyền của Công ty Đông Ấn Hà Lan. Tàu đô đốc Wijdenes, là chiếc nặng nhất và chậm nhất trong số 3 tàu đó, bị bốn thuyền chèo tay đuổi kịp, đánh gãy mất bánh lái, đánh đổ cột buồm và bám vào hai bên mạn tàu; viên thuyền trưởng Pieter Baek không hy vọng chạy thoát được nữa, cho châm lửa vào kho thuốc súng và tự đốt cháy tàu, Pieter Baek và nhiều thủy thủ đã bị chết. Hai chiếc tàu kia, theo lời của Jean Gobyn, phải rất chật vật mới tìm được một chỗ trú ở đảo Ngọc (Ile de Perles).
Chúa Nguyễn Phúc Lan rất vui mừng và khen:
Trước kia tiên quân ta từng đánh phá giặc biển, nay con ta cũng lại như thế, ta không lo gì nữa.
Tháng 2 năm 1648, Chúa Trịnh Tráng sai Tiến Quận công Lê Văn Hiểu khởi binh Nam tiến lần thứ 4, dẫn bộ binh tiến lên đóng ở đất Nam Bố Chính, còn thủy quân đánh cửa Nhật Lệ. Nguyễn Phúc Tần được phong làm Tiết chế chủ quân và cùng vua cha ra Quảng Bình tiếp ứng, chia thủy quân phục sẵn ở sông Cẩm La, sai Nguyễn Hữu Tiến mang 100 con voi đánh úp quân Trịnh lúc nửa đêm, quân bộ tiếp sau vào đánh phá. Quân Trịnh thua lớn, bị thủy quân Nguyễn chặn đánh chạy đến tận sông Lam mới thôi.
Tháng 3 năm 1648, Thế tử Nguyễn Phúc Tần định cho quân vượt sông Gianh đánh ra Bắc Bố Chính thì nghe tin Chúa Thượng ngã bệnh chết trên thuyền trên đường về Thuận Hóa nên phải lui binh.

## Điều hành Đàng Trong
Năm 1648, chúa Thượng Nguyễn Phúc Lan đột ngột qua đời, Thế tử Nguyễn Phúc Tần mời chú là Nguyễn Phúc Trung lên gánh vác việc nước, song ông này từ chối.
Nguyễn Phúc Tần lên ngôi ở tuổi 29, thường được gọi là chúa Hiền. Quần thần tôn ông làm Tiết chế Thủy bộ Chư dinh kiêm Tổng Nội ngoại Bình chương Quân quốc Trọng sự Thái bảo Dũng Quận công (勇郡公) .
.
Năm 1653, chúa Hiền sai đắp đồn Sa Chùy (ở cửa biển Nhật Lệ, bấy giờ gọi là lũy Mũi Dùi).

### Quân sự
Tháng 3 năm 1653, Chúa Hiền cho mở một cuộc duyệt binh lớn ở xã An Cựu, xét khí giới cùn sắc để định thưởng phạt.
Theo Đại Nam thực lục tiền biên, lực lượng thủy binh Đàng Trong thời Chúa Nguyễn Phúc Tần có khoảng 22740 quân, bao gồm:
- Cơ Trung hầu 10 thuyền, 300 người.
- Nội bộ 60 đội thuyền, hơn 3.280 người.
- 2 cơ Tả trung và Hữu trung, mỗi cơ 14 thuyền, đều hơn 700 người.
- Nội thủy 58 thuyền, 6.410 người.
- Cơ Tả trung kiên 12 thuyền, 600 người.
- Cơ Hữu trung kiên 10 thuyền, 500 người.
- 2 cơ Tả trung bộ và Hữu trung bộ, mỗi cơ 10 thuyền, đều 450 người.
- Cơ Tiền trung bộ 12 đội, mỗi đội 5 thuyền, cộng 2700 người.
- 4 cơ Tả dực, Hữu dực, Tiền dực, Hậu dực, mỗi cơ 5 thuyền, cộng hơn 1100 người.
- 4 đội Tiền thủy, Hậu thủy, Tả thủy, Hữu thủy, mỗi đội 5 thuyền, đều hơn 500 người.
- 8 cơ Tả nội bộ, Hữu nội bộ, Tiền nội bộ, Hậu nội bộ, Tả súng, Hữu súng, Tiền súng, Hậu súng, mỗi cơ 6 thuyền, cộng 2100 người.
- Dinh tả bộ 10 thuyền, cộng hơn 450 người.
- 4 đội Tiền bính, Hậu bính, Tả bính, Hữu bính, mỗi đội 4 thuyền, đều hơn 200 người.
- Cơ Tả thủy 5 thuyền, hơn 200 người.

### Thi cử
Năm 1674, Chúa Nguyễn mở khoa thi gọi là thi chính đồ và thi hoa văn. Thi chính đồ chia ra làm ba kỳ: Kỳ đệ nhất thi tứ lục, kỳ đệ nhị thi thơ phú, kỳ đệ tam thi văn sách. Thi hoa văn thì cũng phải ba ngày, mỗi ngày chỉ phải làm có một bài thơ mà thôi. Ai đậu thì được bổ vào làm việc ở Tam ti.
Quan tri phủ tri huyện làm sơ khảo, quan cai bạ, ký lục, vệ úy làm giám khảo. Những quyển đậu, thì chia ra làm ba hạng: Hạng thứ nhất gọi là giám sinh, được bổ ra làm tri phủ, tri huyện; hạng thứ nhì gọi là sinh đồ được bổ làm huấn đạo; hạng thứ ba cũng gọi là sinh đồ được bổ làm lễ sinh, hoặc làm nhiêu học.

### Vụ Thị Thừa
Có người con gái là con hát, quê Nghệ An nhan sắc xinh đẹp tên là Thị Thừa được lấy vào cung phục vụ chúa. Chúa Hiền từ đó trở nên say mê Thị Thừa và bỏ bê chính sự. Chúa Hiền cũng bỏ ngoài tai lời khuyên can của các đại thần trong triều, cho rằng mình xưa nay đã có nhiều đóng góp cho vương triều, giờ đã đến lúc được hưởng thụ hạnh phúc của riêng mình. Sau đó, Chúa Hiền đọc sách Quốc ngữ (国语), đọc tới chuyện Ngô vương là Ngô Phù Sai mất nước vì nàng Tây Thi nên liền tỉnh ngộ, lập tức sai Thị Thừa mang ngự bào cho chưởng dinh Nguyễn Phúc Kiều, giấu bức thư trong dải áo, ngầm sai Kiều dìm nước để giết Thị Thừa đi. Theo Phủ biên tạp lục của Lê Quý Đôn: "Từ đó chăm việc giảng võ, sửa sang khí giới, chiêu mộ người có đảm, có sức, tập trận voi, luyện thủy quân, mưu đồ tiến lấn ra ngoài bờ cõi".

### Đối ngoại

#### Chăm Pa
Năm 1651, Quốc vương Chiêm Thành Po Rome mất, Po Nraup lên làm Quốc vương kế vị. Theo sử Chăm, Po Nraup là em cùng mẹ khác cha của Po Rome.
Năm 1653, vua nước Chiêm Thành là Po Nraup sang quấy nhiễu ở đất Phú Yên, chúa Hiền liền sai quan cai cơ là Hùng Lộc lãnh 3000 quân sang đánh. Quân đến Phú Yên, tiếp tục vượt đèo Hổ Dương núi Thạch Bi, nhân lúc đêm tối đánh thẳng vào thành, phóng lửa đánh gấp, cả phá được. Po Nraup trốn chạy. Po Nraup sai con là Xác Bà Ân dâng thư xin hàng. Chúa Hiền thuận y cho, lấy sông Phan Rang làm ranh giới. Vùng phía Đông sông đến địa đầu Phú Yên (vùng Kauthara) đặt làm 2 phủ Thái Khang và Diên Ninh. Đặt dinh Thái Khang do Hùng Lộc trấn giữ. Phần phía Tây sông (vùng Panduranga) vẫn thuộc về Chăm Pa, và bắt giữ lệ cống.
Sang năm 1654, trấn thủ dinh Bố Chính là Xuân Sơn vào tiếp quản dinh Thái Khang, nhằm kinh lý vùng đất mới chiếm được, tổ chức di dân bình ổn dinh Thái Khang, thu gom nguồn tài nguyên hương liệu nhằm khuếch trương cảng Hội An.

#### Chân Lạp
Bên cạnh Vương quốc Chiêm Thành, tình hình Vương quốc Chân Lạp bấy giờ cực kỳ rối ren, chú cháu anh em tranh quyền đoạt vị, tàn sát lẫn nhau, vị vua mới lên ngôi lại theo đạo Hồi gây ra xung đột giữa các tầng lớp dân.
Năm 1658, hai con còn sống sót của Preah Outey là Ang Sur và Ang Tan dấy binh chống lại vua Chân Lạp Ramathipadi I (Nặc Ông Chân) nhưng thất bại. Hai người này tìm kiếm lời khuyên của Thái hậu Ngọc Vạn, Ang Sur và Ang Tan đã cầu cứu chúa Phúc Tần.
Chúa Hiền liền sai Phó tướng dinh Trấn Biên (Phú Yên) là Nguyễn Phước Yến dẫn 3000 quân đến thành Hưng Phước (bấy giờ là Mỗi Xuy, nay thuộc huyện Phúc An, tỉnh Bà Rịa – Vũng Tàu), phá được thành rồi tiến vào bắt Ramathipadi I bỏ vào lồng sắt đem về giam ở Quảng Bình. Năm 1659, Ramathipadi I đã được phóng thích vì chúa Hiền muốn ông ta gây ảnh hưởng lên người kế nhiệm, nhưng ông ta đã chết trên đường trở về Vương quốc.
Nhờ sự can thiệp của người Việt mà Ang Sur được làm Quốc vương, xưng là Barom Reachea V, đóng tại Long Úc (Oudong); Ang Nan (Nặc Nộn) làm Phó quốc vương đóng tại thành Sài Gòn. Đổi lại các Quốc vương Chân Lạp phải thần phục Đàng Trong và thực hiện triều cống định kỳ. Vì sự phụ thuộc quá lớn vào Chúa Nguyễn Đàng Trong, dẫn tới hệ quả người Việt tràn đến sinh sống và kiểm soát những vùng đất thuộc Chân Lạp.
Tháng 12 năm 1672, Quốc vương Barom Reachea V bị Bô Tâm giết chết rồi cướp ngôi, Bô Tâm xưng là Chey Chettha III.
Ang Tan (Nặc Ông Tân), chú của Chey Chettha III, chạy sang cầu cứu Chúa Nguyễn. Nhưng ngay sau đó tháng 5 năm 1673, Chey Chettha III cũng bị giết trên giường ngủ bởi người Mã Lai thuộc phe của Ramathipadi I.
Ang Chea (Nặc Ông Đài), con trai đầu của vua Barom Reachea V lên ngôi sau đó, xưng là Keo Fa II.
Năm 1674, Nặc Ông Đài đã đi cầu viện Ayutthaya (Thái Lan) để đánh Nặc Ông Nộn, và chiếm được thành Sài Gòn. Ang Nan (Nặc Ông Nộn) bỏ chạy sang cầu cứu ở dinh Thái Khang (nay là Khánh Hòa). Đồng thời, Ông Đài cho đắp thành lũy ở địa đầu Mỗi Xuy; làm cầu phao và xích sắt, đắp thành Nam Vang; nhờ Xiêm cứu viện để chống lại Chúa Nguyễn.
Chúa Hiền bèn sai Cai cơ đạo Nha Trang là Nguyễn Dương Lâm cùng với Nguyễn Đình Phái làm tham mưu đem binh chia ra hai đạo sang đánh Nặc Ông Đài.
Tháng 3 năm 1674, quân tiên phong của Nguyễn Diên đến trước đánh úp lũy Mỗi Xuy, rồi chiếm được lũy, mấy ngày sau quân Cao Miên các nơi họp lại vây đánh rất dữ, nhưng Nguyễn Diên đóng giữ cửa Lũy mà không ra đánh.
Khi đại binh của Nguyễn Dương Lâm ập đến, Diên bèn cùng hợp sức ra đánh, quân Cao Miên tan vỡ, bị chết và thương rất nhiều. Sau đó, đại binh tiến đến Sài Gòn.
Tháng 4 năm 1674, phá được 3 lũy: Sài Côn (đất trấn Phiên An), Gò Vách và rồi tiến quân lên vây thành Nam Vang. Nặc Ông Đài phải bỏ thành chạy vào rừng, bị thuộc hạ giết chết. Nặc Ông Thu ra hàng. Nặc Ông Thu là chính dòng con trưởng cho nên lại lập làm chính quốc vương đóng ở Long Úc (thành Vũng Luông), để Nặc Ông Nộn làm đệ nhị quốc vương như cũ, đóng ở thành Sài Gòn, bắt hằng năm phải triều cống.
Lại còn gia phong cho Nguyễn Dương Lâm làm Trấn thủ dinh Thái Khang (Khánh Hòa) lo việc phòng ngự ngoài biên. Chúa Nguyễn làm chủ tình thế cả vùng Đồng Nai.
Năm 1679, có quan Nhà Minh là tổng binh trấn thủ đất Long Môn (Quảng Tây) Dương Ngạn Địch, phó tướng Hoàng Tiến, tổng binh châu Cao, châu Lôi, và châu Liêm (thuộc Quảng Đông) là Trần Thượng Xuyên, phó tướng Trần An Bình, không chịu làm tôi Nhà Thanh, đem 3000 quân cùng 50 chiếc thuyền xin được vào Kinh bằng hai cửa Tư Dung và Đà Nẵng (nay là cửa Hàn thuộc Quảng Nam). Dâng sớ xin được làm dân mọn xứ Việt.
Chúa Hiền thấy họ cùng quẫn mà chạy sang, lại tỏ bày lòng trung thực, vả lại xứ Đông Phố (một tên khác của đất Gia Định xưa) của nước Cao Miên, đất đai màu mỡ có đến ngàn dặm, triều đình chưa rỗi để lo liệu, chi bằng tận dụng sức lực của họ, giao cho họ khai hoang đất đai để ở. Nghĩ vậy, triều đình tổ chức khao đãi ân cần, chuẩn y cho giữ nguyên chức hàm, phong cho quan tước rồi lệnh cho tới Nông Nại (Đồng Nai) khai hóa đất đai. Mặt khác, triều đình còn hạ chỉ dụ cho Quốc vương Cao Miên (Thủy Chân Lạp) biết việc ấy để không xảy ra chuyện ngoài ý muốn.
Bọn tướng Long Môn họ Dương đem binh thuyền tiến vào cửa Xoài Rạp (nay gọi là Lôi Lạp (Soi Rạp)) và cửa Đại cửa Tiểu (thuộc trấn Định Tường) dừng trú tại xứ Mỹ Tho (là trấn lỵ của Định Tường). Bọn tướng các xứ Cao, Lôi, Liêm họ Trần thì đem binh thuyền tiến vào cửa Cần Giờ rồi đồn trú tại xứ Bàn Lân thuộc Đồng Nai (là lỵ sở trấn Biên Hòa), đất Lộc Đã (tức là đất Đồng Nai thuộc Biên Hòa).
Họ lo mở mang đất đai, lập thành phố chợ, giao thông buôn bán. Tàu thuyền người Hoa, người phương Tây, người Nhật, người Chà Và (người gốc Java), tụ tập tấp nập, phong hóa Trung Quốc dần dần lan ra thấm đượm cả vùng Đông Phố.

## Các sự kiện khác
- Năm 1686, có người Pháp tên là Verret được phép mở cửa hàng ở cù lao Côn Lôn.
- Năm 1644, chúa Hiền ở bắt giết những người đi giảng đạo ở Đà Nẵng.

## Qua đời
Ngày 19 tháng 3, năm Đinh Mão (30 tháng 4 năm 1687), chúa Hiền không được khỏe, cho triệu con thứ là Nguyễn Phúc Thái đến bảo rằng:
Ta bình sinh ra vào gian hiểm giữ nhà, giữ nước. Con nối ngôi phải sửa thêm nhân chính cho yên bờ cõi. Các quan văn võ đều do ta cất dùng để mưu mọi bề, đừng để bọn tiểu nhân len vào.
Sau đó, Nguyễn Phúc Tần triệu các quan đại thần tới và bảo rằng:
Ta với các khanh một chí hướng với nhau mà công việc mưa đồ chưa trọn. Nay con ta tuổi còn nhỏ, mong nhờ các khanh giúp đỡ cho công việc của tổ tông rõ ràng. Đừng quên lời ấy.
Nói rồi, ông qua đời, thọ 68 tuổi. Lăng mộ tại làng Hải Cát, huyện Hương Trà, tỉnh Thừa Thiên. Lăng được đặt tên là Trường Hưng lăng (長興陵), thụy hiệu của ông là Công Cao Đức Hậu Dũng Triết vương (功高德厚勇哲王). Vào đời Vũ vương Nguyễn Phúc Khoát, ông được tặng miếu hiệu là Nghị Tổ (毅祖), thụy hiệu cải thành Tuyên Uy Kiến Vũ Anh Minh Trang Chánh Thánh Đức Thần Công Hiếu Triết vương (宣威建武英明莊正聖德神功孝哲王).
Sách Đại Nam thực lục tiền biên có nhận xét về công nghiệp của Chúa Nguyễn Phúc Tần:
| “                            | Bấy giờ trong cõi vô sự, thóc lúa được mùa. Chúa càng sửa sang chính trị, không xây đài tạ, không gần con hát gái đẹp, bớt nhẹ dao dịch thuế má, trăm họ vui vẻ, đều khen là đời thái bình. | ” |
| — Đại Nam thực lục tiền biên | |   |

Con ông là Nguyễn Phúc Thái lên kế nghiệp, tức chúa Nghĩa (主義).

## Tưởng nhớ
Tên ông được đặt tên cho một con đường ở thành phố Huế, đường Nguyễn Phúc Tần.
Ở Đô thành Sài Gòn trước kia có một con đường và một phường và một phường thuộc quận 3 mang tên Hiền Vương. Sau năm 1975, đường Hiền Vương được đổi tên thành đường Võ Thị Sáu và phường Hiền Vương nay là một phần của phường Võ Thị Sáu, quận 3, thành phố Hồ Chí Minh.
Một rạn san hô ở phía Nam Biển Đông thuộc chủ quyền Việt Nam cũng được đặt tên ông, tên là bãi Phúc Tần.

## Gia quyến
- Thân phụ: Nguyễn Phúc Lan, đương thời gọi là Chúa Thượng.
- Thân mẫu: Hiếu Chiêu hoàng hậu Đoàn thị (孝昭皇后段氏; 1601 - 1661), người huyện Duy Xuyên, Quảng Nam.
- Phu nhân:

1. Từ Mẫn Hiếu Triết hoàng hậu Châu thị (慈敏孝哲皇后朱氏; 1625 - 1684)[1], húy là Viên , Quê quán ở làng An Lai , huyện Quảng Điền ( nay thuộc xã Hương Phong , thị xã Hương Trà ),Thừa Thiên Huế . Khi còn trẻ, bà vào hầu Thái Tông trong thời kỳ tiềm để, được phong làm Chánh phu nhân. Năm 1806, Gia Long truy tôn Từ Mẫn Chiêu Thánh Cung Tĩnh Trang Thận Hiếu Triết Hoàng Hậu (慈敏昭聖恭靜莊慎孝哲皇后), được phối thờ với Thái Tông ở Thái Miếu, án thứ hai bên tả. Bà sinh được 2 trai và 1 gái: Nguyễn Phúc Diễn, Nguyễn Phúc Thuần và Nguyễn Phúc Ngọc Tào.
2. Từ Tiên Hiếu Triết hoàng hậu Tống thị (慈僊孝哲皇后宋氏), húy là Đôi, con gái Thiếu phó Quận công Tốn Phúc Khang (宋福康), mẹ bà họ Phạm, quê ở huyện Tống Sơn, tỉnh Thanh Hóa. Năm mất và tuổi của bà đều không được truyền lại. Năm 1806, Gia Long truy tôn Từ Tiên Huệ Thánh Trinh Thuận Tĩnh Nhân Hiếu Triết Hoàng Hậu (慈僊惠聖貞順靜仁孝哲皇后), đặt tên lăng là Quang Hưng lăng (光興陵). Bà được phối thờ với Thái Tông ở Thái Miếu, án thứ hai bên trái. Bà sinh ra chúa Nguyễn Phúc Thái.
3. Đào Thừa, sinh ra ở bờ Bắc sông Gianh, quê ở đất Nghệ An.

- Công tử:

1. Phúc Quận công Nguyễn Phúc Diễn (福郡公阮福演; 1639 - 1685), mẹ là Từ Mẫn Chu hoàng hậu. Lúc đầu được lập làm Thế tử, mất khi chưa kịp nối ngôi. Chúa Thượng rất thương, truy phong Tả Lý Dương Vũ Công Thần Thượng Trụ Quốc Chưởng Phủ Sự Thiếu Sư Phúc Quốc công. Có sáu con trai và ba con gái. Về sau 2 người con trai là Huệ và Thông bị tội, dưới thời Minh Mạng bị đổi sang họ Nguyễn Thuận.
2. Nguyễn Phúc Thái (阮福溙), tức Anh Tông Hiếu Nghĩa hoàng đế (英宗孝義皇帝). Mẹ là Từ Tiên Tống hoàng hậu.
3. Cương Quận công Nguyễn Phúc Trân (綱郡公阮福溱; 1650 - 1685), còn tên khác là Huyền, mẹ là Từ Tiên Tống hoàng hậu. Lúc đầu làm Chưởng cơ. Có một con trai là Dần, làm tới chức Chưởng Tả Bộ Dinh Điệu Dương hầu.
4. Quốc Uy công Nguyễn Phúc Thuần (國威公阮福淳; 1652 - 1675), tức Tôn Thất Hiệp, mẹ là Từ Mẫn Chu hoàng hậu. Có bốn con trai là Nhuận, Lễ, Thiều, Phan.
5. Nguyễn Phúc Niên, mất sớm không con.
6. Nguyễn Phúc Nhiễu, mất sớm không con.

- Công nữ:

1. Nguyễn Phúc Ngọc Tào (阮福玉曹), mẹ là Từ Mẫn Chu hoàng hậu, không rõ truyện.
2. Khuyết danh, lấy Chưởng cơ Tráng.
3. Khuyết danh, lấy Chưởng cơ Đức.

## Trong văn hóa đại chúng
Hình ảnh chúa Nguyễn Phúc Tần được tái hiện trong phim Mỹ nhân (2015) do diễn viên Quách Ngọc Ngoan đóng.

## Chú giải
1. ↑  Bây giờ là phường An Cựu, thành phố Huế.
2. ↑  Phủ Thái Khang có 2 huyện là Quảng Phúc, Tân An. Nay là Ninh Hòa, Khánh Hòa
3. ↑  Phủ Diên Ninh có 3 huyện là Phúc Điền, Vĩnh Xương, Hoa Châu. Nay là Diên Khánh, Khánh Hòa
4. ↑  Nay gồm tỉnh Khánh Hòa và một phần phía Bắc tỉnh Ninh Thuận
5. ↑  Vùng lãnh thổ còn lại lúc này của Chăm Pa chỉ còn từ sông Phan Rang (Ninh Thuận) đến Sông Dinh (Hàm Tân, Bình Thuận)
6. ↑  Bô Tâm là rể đồng thời vừa là cháu ruột của vua Barom Reachea V. Bô Tâm là con trai của Ang Non Padumaraja I
7. ↑  Sau nay gọi là lũy Phước Tứ, ở phía Đông trạm Biên Phước thuộc địa phận huyện Phước An, nằm ngang đường cái. Nay là Gò Đồn, làng Long Điền, An Ngãi, Long Điền, Bà Rịa–Vũng Tàu